# Jaroslaw Kozakiewicz
Jarosław Kozakiewicz (Bialystok, Polen, 1961) is een Poolse kunstenaar, die werkt op het snijvlak tussen kunst, wetenschap en architectuur, met het menselijk lichaam als convergentiepunt. Hij vindt inspiratie voor zijn projecten in ecologische, genetische, astronomische en cosmische concepten.

## Levensloop
Kozakiewicz studeerde aan de Academie voor Schone Kunsten in Warschau (1981-1985) en aan de Cooper Union for Advancement of Science and Art (1985-1988) in New York. Van beeldhouwen evolueerde hij naar aandacht voor architectuur, stedenbouw en wetenschap.
In 2006 vertegenwoordigde hij Polen op de Biënnale van Venetië voor Architectuur.
Hij ontving prijzen in architectuurwedstrijden.
- Nominatie in de wedstrijd voor de bouw van een Centre of Contemporary Art in Toruń, 2004.
- Winnaar in de wedstrijd voor de aanleg van het Verzoeningspark bij het museum van Auschwitz-Birkenau, 2005.
- Winnaar van de wedstrijd Project Mars, een massieve hertekening van het landschap van een voormalige lignietmijn bij het Baerwaldemeer in Duitsland, 2005-2007.[1]

## Werk
Na aanvankelijk traditioneel beeldhouwwerk te hebben geproduceerd, interesseerde Kozakiewicz zich vanaf het einde van de jaren negentig voor de sociale, ecologische en symbolische dimensies van de stedelijke architectuur. Dit heeft hem geleid naar utopische en kritische architecturale kunstprojecten.
Zijn projecten vormen een poging om de mens en zijn natuurlijke omgeving te verzoenen. Hij gebruikt hiervoor vaak vormen van het menselijk lichaam.

## Enkele projecten in de publieke ruimte

### Project Mars
Earth sculpture, 18 x 350 x 250 m, Boxberg, Duitsland.
Met dit project behaalde hij de eerste prijs in een internationale wedstrijd.
In 2003 werd een internationale wedstrijd georganiseerd voor de aanleg van een landschapspark aan het Baerwaldermeer, een van de 27 kunstmatige meren die gecreëerd werden na het sluiten van mijnen. Het project moest sterk genoeg zijn om te kunnen opwegen tegen de elektriciteitscentrale die ernaast stond.
Het project van Jarosław Kozakiewicz voorzag onder meer in een amfitheater en werd verkozen vanwege de vernieuwende aanpak. Het grote amfitheater, gebouwd met gerecycleerde afval, biedt een heuvellandschap aan wandelaars bij de oevers van het meer.

### BRUG - Triënnale Brugge

BRUG - Triënnale Brugge 2018

Twee gezichten ontmoeten elkaar op een brug over het water. Ze creëren er een plek waar nieuwe – soms onverwachte – ontmoetingen plaatsvinden. Triënnale Brugge 2018

### Het Verzoeningspark
Met dit project behaalde hij de eerste prijs in de ervoor uitgeschreven internationale wedstrijd.
Het ging om het revitaliseren van een gebied op de rechterkant van de rivier naast het Staatsmuseum Auschwitz-Birkenau.

### De voetgangersbrug
De voetgangersbrug Bridge of Ghosts past als een symbolisch element in het Verzoeningspark. De 200 m lange houten brug over de Sola verbindt het park met het museum.

### Aquaporin
Aquaporin is een fontein en installatie geplaatst naast het Copernicus Science Center in Warschau en is een metafoor voor het leven. Het werk wil de bezoekers er an herinneren dat de wetenschap een bron van hoop is voor het behoud van leven op de planeet.

## Voetnoten
1. 1 2  Crowley, David; Machnicka, Zofia; Szczerski, Andrzej (2011). The Power of Fantasy Modern and Contemporary Art from Poland. Prestel, München, p. 112. ISBN 9783791351452.
2. 1 2 3  Sienkiewicz, Karol, Jarosław Kozakiewicz. www.culture.pl. Adam Mickiewicz Institute. Gearchiveerd op 30 maart 2023.
3. 1 2  Drake, Catherine, Ear to the Ground. Metropolis.
4. ↑  Klein, Lidia. "MARS PROJCT", in: Transfer : Jarosław Kozakiewicz: exhibition in Pavilion Polonia at the 10th International Architecture Exhibition, Venice [10.09 - 19.11.2006].
5. ↑  Świtek, Gabriela (2011). "Micromegas, or playing with Architecture in Contemporary Polish Art"; in: The power of fantasy : modern and contemporary art from Poland. Bozar Books, Brussels, p. 64. ISBN 9783791363653.
6. ↑  Architecture overview: Poland. Wallpaper.com (8 september 2008).
7. ↑  Świtek, Gabriela (2006). Transfer : Jarosław Kozakiewicz : exhibition in Pavilion Polonia : 10th International Architecture Exhibition, Venice [10.09 - 19.11.2006]. Zachęta Narodowa Galeria Sztuki, Warszawa, p. 146. ISBN 9788389145550.
8. 1 2  Art + science : kolekcja sztuki interaktywnej = interactive art collection. Copernicus Science Centre, Warsaw (2014). ISBN 9788363610975.